# Joe Zawinul
Josef Erich »Joe« Zawinul, avstrijski jazzovski klaviaturist in skladatelj, * 7. julij 1932, Dunaj, Prva Republika Avstrija, † 11. september 2007, Dunaj, Avstrija.
Na jazzovsko sceno je prišel s saksofonistom Cannonballom Adderleyjem, kasneje pa je sodeloval s trobentačem Milesom Davisom in postal eden izmed kreatorjev jazz fusiona, glasbene zvrsti, ki kombinira elemente jazza z elementi rocka in world music. Zatem je ustanovil zasedbi Weather Report in The Zawinul Syndicate. Med prvimi je začel uporabljati električni klavir in sintetizator ter bil 28-krat imenovan za najboljšega električnega klaviaturista s strani bralcev revije Down Beat. Njegov stil igranja so pogosto krasile domiselne melodične improvizacije, ki so vsebovale bebop in pop stile v kombinaciji z redkim, vendar ritmičnim igranjem zvočnih akordov ali basovskih linij. Pri skupini Weather Report je Zawinul pogosto uporabljal vocoder, kot tudi že posnete zvoke, prenesene s sintetizatorjem, kar je ustvarilo razločujočo sintezo jazz harmonij.
Številni priznani glasbeniki so počastili Zawinula s kompozicijami, vključno z instrumentalom "Zawinul/Lava" (Brian Eno), instrumentalom "Jozy" (John McLaughlin), "Hey Zawinul" (Warren Cuccurullo), "Joe Zawinul" (Bob Baldwin), "Zawinul's Mambo" (Chucho Valdés), "Josef" (Biréli Lagréne) in "Balada para Zawinul" (Toninho Horta).

## Biografija

### Zgodnje življenje in kariera
Zawinul se je rodil in odraščal na Dunaju, v predelu Landstraße kot sin delavca Josefa Zawinula. Zawinulova babica je bila madžarskega in sintskega porekla, njegov dedek pa je bil iz južne Moravske. Prišel je iz skromne družine, vendar je bil Zawinul vse življenje ponosen na multikulturni vpliv sorodnikov, ki jih je videl kot skupnost delavnih, preprostih in ljubeznivih ljudi. Njegov oče je delal kot ključavničar v mestni plinarni na Dunaju, v prostem času pa je igral orglice. Njegova mati, rojena Hameder, je bila ljubiteljska pevka, igrala je klavir in imela absolutni posluh. Josef je  odraščal v delavski četrti Erdberg. Njegov brat dvojček Erich je umrl pri štirih letih za pljučnico.
Ko je bil star šest let je v dar prejel harmoniko in pričel obiskovati pouk harmonike. V svoji družini in pri sorodnikih je slišal številne češke in slovenske napeve, madžarske-sintske pesmi, polke in poskočnice, ki jih je tudi sam pel, znal pa jih je tudi spremljati. Po devetih mesecih je glasbeni učitelj dejal njegovi mami, da Josefa ne more nič več naučiti in da ima dovolj talenta za konservatorij. Ko se je izkazalo, da je od matere podedoval absolutni posluh, je začel obiskovati brezplačne lekcije violine, klavirja in klarineta na dunajskem konservatoriju. Takrat se je pričel pripravljati na kariero profesionalnega pianista. Leta 1945 je pričel obiskovati Gimnazijo Hagenmüllergasse v 3. okrožju. Njegov sošolec in prijatelj je bil Thomas Klestil, ki je kasneje postal predsednik Avstrije.
Na mladega Josefa je močno vplival glasbeni film Stormy Weather iz leta 1943, v katerem so nastopali številni znani zvezdniki zabavne scene: Bill Robinson, orkester Caba Callowayja, pianist Fats Waller, Dooley Wilson in igralka Lena Horne. Joe si je film ogledal 24 krat in se zaljubil v igralko Leno Horne, s katero se je želel poročiti. Leta 2001 je Kongresna knjižnica film sprejela v Narodni filmski register.

### Moderni jazz
»Stari Birdland je bil najpomembnejši prostor mojega življenja.«

Joe Zawinul
Ko je bil star dvanajst let je prvič slišal jazzovsko skladbo "Honeysuckle Rose", ki jo je na klavir zaigral sošolec in takoj je postal navdušen nad jazzom. V starosti 17 let je prekinil priprave na tekmovanje iz klavirja in se usmeril v jazz. Njegov prijatelj v tistem času je bil Friedrich Gulda, ki je od leta 1952 deloval kot jazzovski glasbenik.
Po prvih izkušnjah igranja skupaj z Vero Auer in s Hansom Kollerjem, je leta 1954 s Hansom Salomonom ustanovil zasedbo "Austrian All Stars". S promocijo Friedricha Gulde so njihovi posnetki dobili mednarodno priznanje. 1955/56 se je s celotno zasedbo "Austrian All Stars" prestavil v Johannes Fehring Big Band. Leta 1956 je odšel v najuspešnejšo avstrijsko jazzovsko zasedbo, "Two Sound Band", ki jo je vodil avstrijski klarinetist Fatty George. Potem ko je uspešno zaprosil za štipendijo na Berklee College of Music v Bostonu, se je januarja 1959, z 800 dolarji odpravil v ZDA. Tja je odšel z namero, da se ne bo več vrnil v Evropo. Zawinul je zahajal v newyorški klub, kjer je srečal Wilbura Wara in Louisa Hayesa, igral pa je skupaj s Charliejem Marianom.
Nekaj dni kasneje je postal pianist v zasedbi Maynard Ferguson Band. Iz Bostona se je preselil v New York, kjer je osem mesecev igral z orkestrom Maynarda Fergusona, kjer je prvič srečal Wayna Shorterja, potem ko je vplival na njegovo priključitev v skupino. Ferguson mu je priskrbel zeleno karto za bivanje v ZDA ter dovoljenje za delo. Zatem je Zawinula kot pianista najela Dinah Washington, ki ga je občinstvu predstavila kot "Joe Dunaj" (Joe Vienna). Zawinul je z njo sodeloval dve leti, nato pa ga je opazil Miles Davis in ga povabil v svojo spremljevalno skupino. Zawinul ga je zavrnil, ker naj še ne bi bil pravi čas za to, in dodal, da ko pa bo čas, bosta oba pisala glasbeno zgodovino. Davis mu zavrnitve ni zameril in je njegovo odločitev spoštoval. Leta 1962 se je Zawinul poročil z Maxine, ki jo je spoznal v slavnem newyorškem klubu "Birdland". Maxine je bila prva temnopolta Playboyjeva zajčica.
Med letoma 1961 in 1970 je igral v kvintetu Cannonballa Adderleyja, enega najbolj podcenjenih glasbenikov 20. stoletja. Vedno ko je prišla kritika s strani črncev, da igra v njegovem kvintetu belec, je Adderley odvrnil: "Pošlji mi nekoga, ki igra tako kot Joe, pa ga bom takoj vzel!" Zawinul je za kvintet napisal skoraj šestdeset kompozicij. Leta 1966 je napisal svoj prvi hit "Mercy, Mercy, Mercy", ki ga je razvil iz spremljave neke skladbe Dinah Washington. Skladbo je najprej posnel na električnem klavirju Wurlitzer, na LP verziji, pa je skladbo posnel na Fender Rhodesu. Prodanih je bilo več milijonov izvodov singla in je še vedno najbolj prodajani jazzovski posnetek. Miles Davis je postal tako navdušen nad toplim zvokom električnega klavirja, da je en teden po izdaji singla, njegov pianist, Herbie Hancock kupil električni klavir. Ustvaril je tudi hita "Walk Tall" in "Country Preacher", ki je bil napisan v spomin borcu za človekove pravice v ZDA, Jesseju Jacksonu. Izšla sta leta 1969 na albumu Country Preacher. Konec 60. let se je kvintet Cannonballa Adderleyja večkrat pojavil kot predskupina rock zasedb, med njimi The Who. Sistem "dvojnih računov" je bil tako pomemben za začetek razvoja fuzije jazza in rocka.

### Začetki jazz fusiona in Weather Report
Po mnenju zgodovinarjev jazza je bilo za razvoj jazz fusiona ključno sodelovanje Zawinula z Milesom Davisom leta 1969, ko je izšel Davisov revolucionarni album In a Silent Way. Zawinul je napisal naslovno skladbo, Davis pa je spremenil nekaj akordov in jo izvedel pod svojim imenom. Naslednji album, Bitches Brew, ki je izšel leto kasneje, je prevzel zvok predhodnika in razširil prostor za prosto improvizacijo. Zawinul je za ta album napisal 20-minutno skladbo "Pharaoh's Dance", ki je zavzela celotno prvo stran albuma.
Z Davisom je v živo igral le enkrat, 10. julija 1991 v Parizu skupaj z Waynom Shorterjem, malo pred Davisovo smrtjo.
Zawinul je bil, skupaj z ostalima Davisovima klaviaturistoma Chickom Coreo in Herbiejem Hancockom, eden prvih uporabnikov električnih klavirjev in prvih sintetizatorjev kot ARP 2600 na albumu Sweetnighter. Bil je tudi med prvimi uporabniki električnega klavirja, Wurlitzerja. Zatem je uporabljal Fender Rhodesa, ki mu je dodal wah-wah pedal, kasneje pa mu je dodal tudi efekt Mutron. Njegova kreativnost in pozornost za detajle je bila vzrok za modernejši zvok. Na albumih skupine Weather Report, Mysterious Traveller in Mr. Gone je Zawinul igral tudi kalimbo.
Novembra 1970 je skupaj s saksofonistom in nekdanjim članom kvinteta Milesa Davisa, Waynom Shorterjem ter češkim kontrabasistom Miroslavom Vitoušem ustanovil legendarno jazz rock zasedbo Weather Report. Uporaba tolkal poleg bobnov je spodbudila dinamiko in igranje kompleksnih poliritmov. Zawinul se je tako oddaljil od običajnega sistema z 32 takti in začel uvajati nove oblike.
V prvih dveh letih delovanja skupine, je ta izvajala stil glasbe, ki se ni bistveno razlikoval od Davisovega stila, ki je bil bolj usmerjen v rock. S tretjim albumom skupine, Sweetnighter, pa je Zawinul začel s spremembami. Dejal je, da je "utrujen od čakanja, da se bo kaj zgodilo". Tako so se v glasbi skupine pričeli pojavljati elementi funka kot so električni bas, wah-wah predal, ... S četrtim albumom skupine, Mysterious Traveller, pa so bile glasbene forme podobne klasični glasbi s kombinacijo jazz harmonij in elementi groova 70. let, kar je pripeljalo skupino do njenega komercialno najuspešnejšega obdobja.
Največji uspeh skupine je prišel z Zawinulovo kompozicijo "Birdland", 6-minutno skladbo, ki je izšla leta 1977 na albumu Heavy Weather in je dosegla 30. mesto lestvice Billboard. "Birdland" je ena izmed najprepoznavnejših jazzovskih skladb iz 70. let, ki so jo priredili številni priznani izvajalci od skupine The Manhattan Transfer in Quincyja Jonesa do Maynarda Fergusona, Buddy Rich Big Banda in skupine Jefferson Starship. Celo prvotna verzija skladbe, ki jo je posnela skupina Weather Report, je doživela pogosto predvajanje po radijskih postajah, kar je bilo nekoliko nenavadno za skupino, in je pripomogla, da so glasbo skupine začeli poslušati številni novi poslušalci, ki je sicer ne bi slišali.
Skupina je bila aktivna do srede 80. let z Zawinulom in Shorterjem, kot edinima stalnima članoma. Zasedba je bila znana po tem, da je pomagala pri uveljavitvi enega prvih fretless bas kitaristov, Jaca Pastoriusa, pa tudi drugih glasbenikov, kot sta Alphonso Johnson in Peter Erskine.
Zawinulova glasba z Weather Report je bila uspešna po vsem svetu, posebej radi so jo imeli afriški poslušalci. Uvod v skladbo "Black Market" je bil več kot 20 let prepoznavna skladba Radia Dakar v Senegalu. Albumi skupine so pomembno vplivali na generacije afriških glasbenikov. Zawinulovi kasnejši afriški glasbeniki, ki so igrali z njim v skupini Zawinul Syndicate so ga prosili, če bi lahko igrali z njim, ker so zelo cenili glasbo skupine Weather Report.
Po izdaji albuma Sportin' Life, sta Shorter in Zawinul šla vsak svojo pot, kasneje pa sta odkrila, da ju pogodba z založbo CBS Records zavezuje še k enemu albumu. Tako je izšel še poslednji album Weather Report, This Is This!. Shorter je kljub obveznostim s svojo skupino sodeloval pri snemanju, prav tako tudi Peter Erskine. Bas kitaro je posnel Victor Bailey, kot gost pa se je na albumu pojavil kitarist, Carlos Santana.

### World Jazz in Zawinul Syndicate
Med letoma 1986 in 1989 je izvedel več koncertov s Friedrichom Guldom, ki so bili najbolj plačani koncerti njegove kariere.
Leta 1988 je Zawinul ustanovil skupino The Zawinul Syndicate, s katero je razvil poseben slog glasbe, ki je vseboval jazz, svetovno glasbo in plesno glasbo. Skupina je delovala do Zawinulove smrti leta 2007.
Zawinul je sam priznal, da je ustvaril hip-hop ritem, saj je okrog 50 do 60 različnih rap skupin za rap podlage prevzelo ritem njegovih skladb "125th Street Congress" in "Boogie Woogie Waltz", ki sta leta 1973 izšla na albumu Sweetnighter skupine Weather Report. Leta 1991 je produciral, aranžiral in snemal posnetke za konceptualni album Amen, mališkega pevca Salifa Keïtaja. Pri snemanju sta kot gosta sodelovala tudi Wayne Shorter in Carlos Santana, naprošen pa je bil tudi Miles Davis, ki pa je zahteval višji honorar, zato ni sodeloval zraven. V Franciji je bil album razglašen za najboljšega vseh časov.
Leta 1991 je Zawinul prejel častni doktorat univerze Berklee College of Music.
Med letoma 1992 in 1996 je s 35 glasbeniki iz celega sveta posnel album My People. Zawinul je tako združil glasbene vplive s celotnega sveta v univerzalni glasbeni jezik, česar prej še ni bilo.

## Ostali projekti
Zawinul je napisal tudi simfonijo Donavske zgodbe (Stories of the Danube), ki je bila prvič izvedena leta 1993 na prireditvi Linzer Klangwolke ob otvoritvi Brucknerjevega festivala v Linzu. Simfonija v svojih sedmih stavkih sledi toku Donave vse do izliva v Črno morje. Leta 1995 jo je posnel orkester Brnske filharmonije pod taktirko dirigenta Casparja Richterja.
Leta 1998 je Zawinul prosil svojega nekdanjega sošolca in kasnejšega zveznega predsednika Thomasa Klestila za podporo pri častni angažiranosti v Afriki. Klestil ga je nato imenoval za kulturnega ambasadorja Avstrije.
Leta 2004 je Zawinul v dunajskem hotelu Hilton odprl jazz klub Birdland. Poimenovan je bil po slavnem newyorškem jazz klubu Birdland, ki je deloval med letoma 1949 in 1965. Zawinul ga je opisal kot enega najpomembnejših krajev svojega življenja.
S skupino Absolute Ensemble je leta 2007 posnel svoj zadnji album Absolute Zawinul. Večina skladb je Zawinulovih, nekaj orkestracij pa je ustvaril v sodelovanju s članom skupine, Genom Pritskerjem.

## Smrt
7. avgusta 2007, teden dni po evropski turneji, ki je trajala nekaj tednov, je bil Zawinul sprejet v dunajsko bolnišnico Wilhelminenspital. Odkrili so mu redko obliko kožnega raka, Karcinom Merklovih celic. Umrl je 11. septembra 2007 ob 4:55 v starosti 75 let. Njegova žena Maxine je umrla nekaj tednov pred njim, 26. julija 2007.
Dunajski župan, Michael Häupl mu je dodelil častni grob mesta Dunaja na dunajskem pokopališču Zentralfriedhof. Žalna slovesnost za javnost je potekala 25. septembra, kremiranje in pokop pa je potekal nekaj dni kasneje v krogu družine. Žari Joeja Zawinula in njegove žene Maxine počivata v grobnici št. 39 skupine 33G.

## Osebno življenje
Od konca 60. let se je Zawinul petkrat do šestkrat na leto vrnil na Dunaj k svojim staršem in prijateljem.
Od leta 1972 je z družino živel v Pasadeni, kasneje pa v Malibuju, v hiši z lastnim studijem in s pogledom na Tihi ocean. Leta 1993 je njegovo hišo skoraj uničil požar.
Zawinul je imel tri sinove: filmskega ustvarjalca in skladatelja Anthonyja, dunajskega organizatorja koncertov Ericha in docenta fotografske tehnike na Musicians Institutu v Hollywoodu Ivana. Ivan je 15 let sodeloval z njim kot tonski tehnik in koproducent. Najstarejši sin Anthony je med letoma 1993 in 2008 živel v Milanu in delal v filmski industriji.

## Nagrade in priznanja
Zawinul je prejel številne Grammyje in bil 16-krat nominiran za Grammyja, 28-krat je bil s strani bralcev revije Down Beat imenovan za najboljšega električnega klaviaturista, leta 2000 je prejel nagrado Hans-Koller-Preis, leta 2002 častni prstan mesta Dunaj, leta 2003 nagrado Milesa Davisa na Montreal Jazz Festivalu in leta 2001 in 2003 je osvojil nagrado Amadeus Austrian Music Award za najboljši jazz/blues/folk album leta.

## Diskografija

### Solo
- To You with Love (1959)
- Money in the Pocket (1966)
- The Rise and Fall of the Third Stream (1968)
- Zawinul (1971)
- Di•a•lects (1986)
- The Immigrants (1988)
- Black Water (1989)
- Lost Tribes (1992)
- My People (1996)
- Stories of the Danube (1996)
- World Tour (1997)
- Mauthausen - Vom großen Sterben hören (ESC, 2000)
- Faces & Places (2002)
- Joe Zawinul & The Zawinul Syndicate – Vienna Nights – Live at Joe Zawinul's Birdland (2005)
- Brown Street (2006)
- 75 (2008)

### Sodelovanja
| Ben Webster - Soulmates (1963) Friedrich Gulda - Music for Two Pianos (2006) Weather Report - Weather Report (1971) - I Sing the Body Electric (1972) - Live in Tokyo (1972) - Sweetnighter (1973) - Mysterious Traveller (1974) - Tale Spinnin' (1975) - Black Market (1976) - Heavy Weather (1977) - Mr. Gone (1978) - 8:30 (1979) - Night Passage (1980) - Weather Report (1982) - Procession (1983) - Domino Theory (1984) - Sportin' Life (1985) - This Is This! (1986) - Live and Unreleased (2002) - Forecast: Tomorrow (2006) Absolute Ensemble - Absolute Zawinul (2010) Cannonball Adderley - Nancy Wilson/Cannonball Adderley (1961) - The Cannonball Adderley Sextet in New York (1962) - Cannonball in Europe! (1962) - Jazz Workshop Revisited (1963) - Autumn Leaves (1963) - Nippon Soul (1963) - Cannonball Adderley Live! (1964) - Live Session! (1964) - Cannonball Adderley's Fiddler on the Roof (1964) - Domination (1965) - Money in the Pocket (1966) - Great Love Themes (1966) - Mercy, Mercy, Mercy! Live at 'The Club' (1966) - Cannonball in Japan (1966) - Radio Nights (1967-8) - 74 Miles Away (1967) - Why Am I Treated So Bad! (1967) - Accent on Africa (1968) - Country Preacher (1969) - In Person (1970) - The Cannonball Adderley Quintet & Orchestra (1970) - The Price You Got to Pay to Be Free (1970) | Dinah Washington - What a Diff'rence a Day Makes! (1960) - The Two of Us (1960) Nat Adderley - Naturally! (1961) - Autobiography (1964) - Live at Memory Lane (1966) - The Scavenger (1968) - You, Baby (1968) - Calling Out Loud (1968) Miles Davis - In a Silent Way (1969) - Big Fun (1969) - Bitches Brew (1970) - Live-Evil (1971) - Circle in the Round (1979) Victor Feldman - Soviet Jazz Themes (1962) Jimmy Forrest - Out of the Forrest (1961) Eddie Harris - Silver Cycles (1968) Sam Jones - Down Home (1962) Yusef Lateef - The Centaur and the Phoenix (1960) - Suite 16 (1970) Herbie Mann - A Mann & A Woman (1966) - The Beat Goes On (1967) David "Fathead" Newman - The Many Facets of David Newman (1969) Salif Keïta - Amen (1991) Trilok Gurtu - Crazy Saints (1993) |

## Biografije
- Glasser, Brian (2001). In a Silent Way: A Portrait of Joe Zawinul (v angleščini). London: Sanctuary. ISBN 1-86074-326-9. OCLC 45900631.
- Baumann, Gunther (2002). Zawinul: Ein Leben aus Jazz (v nemščini). Salzburg; Dunaj: Frankfurt am Main; Residenz. ISBN 3-7017-1291-3. OCLC 469270497.
- Yamashita, Kunihiko (2006). Joe Zawinul: On the Creative Process (v angleščini). Tokio: Rittor Music. ISBN 4-8456-1337-9. OCLC 169983180.